# 傅佳琳
傅佳琳（1996年9月10日—），香港民主派政治家，前北炮同盟成員，曾任東區區議會堡壘選區議員、節日慶祝及重大日子紀念活動專責小組副主席。她是居港福建人的第三代。

## 參與區議會選舉
2019年香港區議會選舉中，傅佳琳參選東區區議會堡壘選區，最後擊敗在任14年的親中派民建聯洪連杉，成功當選。
| 政党   | 政党     | 候选人    | 票数  | %     | ±      |
| ------ | -------- | --------- | ----- | ----- | ------ |
|        | 北炮同盟 | 1. 傅佳琳 | 2,464 | 50.61 | 不適用 |
|        | 民建聯   | 2. 洪連杉 | 2,405 | 49.39 | 不適用 |
| 多数票 | 多数票   | 多数票    | 59    | 1.22  | 不適用 |

## 議會問政

### 區議會問政
傅佳琳在東區區議會2020-2021年度共加入13個委員會。
- 設施管理及文康事務委員會委員
- 社會福利及安老事務委員會委員
- 交通及運輸事務委員會委員
- 食物環境及衞生事務委員會委員
- 工程及房屋事務委員會委員
- 財務及審核委員會委員
- 檢視警方執法及行動特別委員會委員
- 節日慶祝及重大日子紀念活動專責小組副主席
- 地區工程及設施督導工作小組成員
- 社區參與及宣傳工作專責小組成員
- 青年發展及社區營造工作小組成員
- 環保綠化及街道管理工作小組成員
- 康體藝術文化發展工作小組成員

### 政府突取消監警會會議

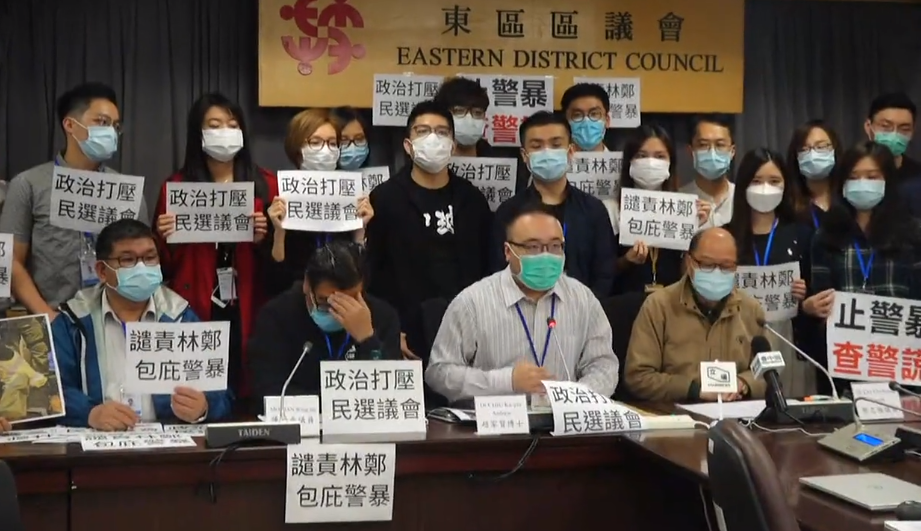
2020年3月10日，東區民主派議員譴責警務處不尊重民選議會 拒派員出席檢警會會議

2020年3月10日，東區區議會原定舉行「檢視警方執法及行動特別委員會」第三次會議，討論多項與反送中運動相關議案，包括要求警方交代8月5日晚上北角衝突中的警力問題、在11月在柴灣發射多次催淚彈的原因、於太古城和西灣河的執法行動等事件。不過民政處在會議當日早上突然向委員會成員發出電郵，稱會議的職權範圍「可能涉及全港性執法事宜」和「收到高層命令」而宣布取消會議。警務處也拒絕派員出席。區議會26名民主派議員批評警權凌駕區議會職能，政府高層打壓區議會。

## 外部連結
- 東區區議會 - 東區區議會議員資料 傅佳琳女士（页面存档备份，存于）
- 傅佳琳的Facebook專頁

| 議會席位      | 議會席位                                                                       | 議會席位 |
| ------------- | ------------------------------------------------------------------------------ | -------- |
| 前任： 洪連杉 | 東區區議會 堡壘選區區議員 2020年1月1日—2021年5月31日                           | 空缺     |
| 首任          | 東區區議會 節日慶祝及重大日子紀念活動專責小組副主席 2020年1月7日—2021年5月31日 | 空缺     |